# Gisela Klein (Leichtathletin)
Gisela Klein, geborene Gisela Ellenberger (* 12. Juli 1950 in Wuppertal), ist eine deutsche Leichtathletin, die in den 1970er Jahren für den TSV Bayer 04 Leverkusen startete. Sie ist 1,65 m groß und wog in ihrer aktiven Zeit 56 kg. 
Von Beruf ist sie Gymnastiklehrerin. 
Aus ihrer 1974 geschlossenen Ehe mit Friedrich Klein gingen zwei Kinder hervor: Christian (* 1981) und Daniela (* 1985).

## Leistungen
Ihren ersten sportlichen Erfolg erzielte sie im Jahr 1968, als sie Niederrheinmeisterin über 400 Meter wurde. 
Über ihre Spezialdisziplin, die 800 Meter, gewann sie viermal bei Deutschen Meisterschaften:
- 1972 (Halle in 2:07,1 min)
- 1974 (Halle in 2:07,2 min und Freiluft in 2:02,10 min)
- 1977 (Halle in 2:04,75 min)

Hinzu kommen vier Vizemeisterschaften 1971 (Freiluft), 1975 (Freiluft/Halle) und 1976 (Halle) sowie zwei dritte Plätze 1972 und 1976 (Freiluft).
Als Läuferin der 4 × 400 m- und 3 × 800 m-Staffeln sowie der Crosslauf-Mannschaft des TuS 04 Leverkusen gewann sie neun weitere Deutsche Meistertitel.
Bei den Europameisterschaften 1971 in Helsinki kam sie in 2:05,1 min auf den fünften Platz. Mehr Erfolg hatte sie in der Halle: 1974 in Göteborg gewann sie in 2:02,54 min Silber, 1976 in München in 2:03,2 min Bronze. 
Bei den Olympischen Spielen 1972 in München konnte sich als Siebte ihres Halbfinales in 2:02,97 min nicht für den Endlauf qualifizieren. Die Qualifikation für die Spiele 1976 in Montreal verpasste sie um wenige Zehntelsekunden.
Ihre persönliche Bestleistung liegt bei 2:00,88 min, gelaufen 1975.